# Ludovico Mazzolino

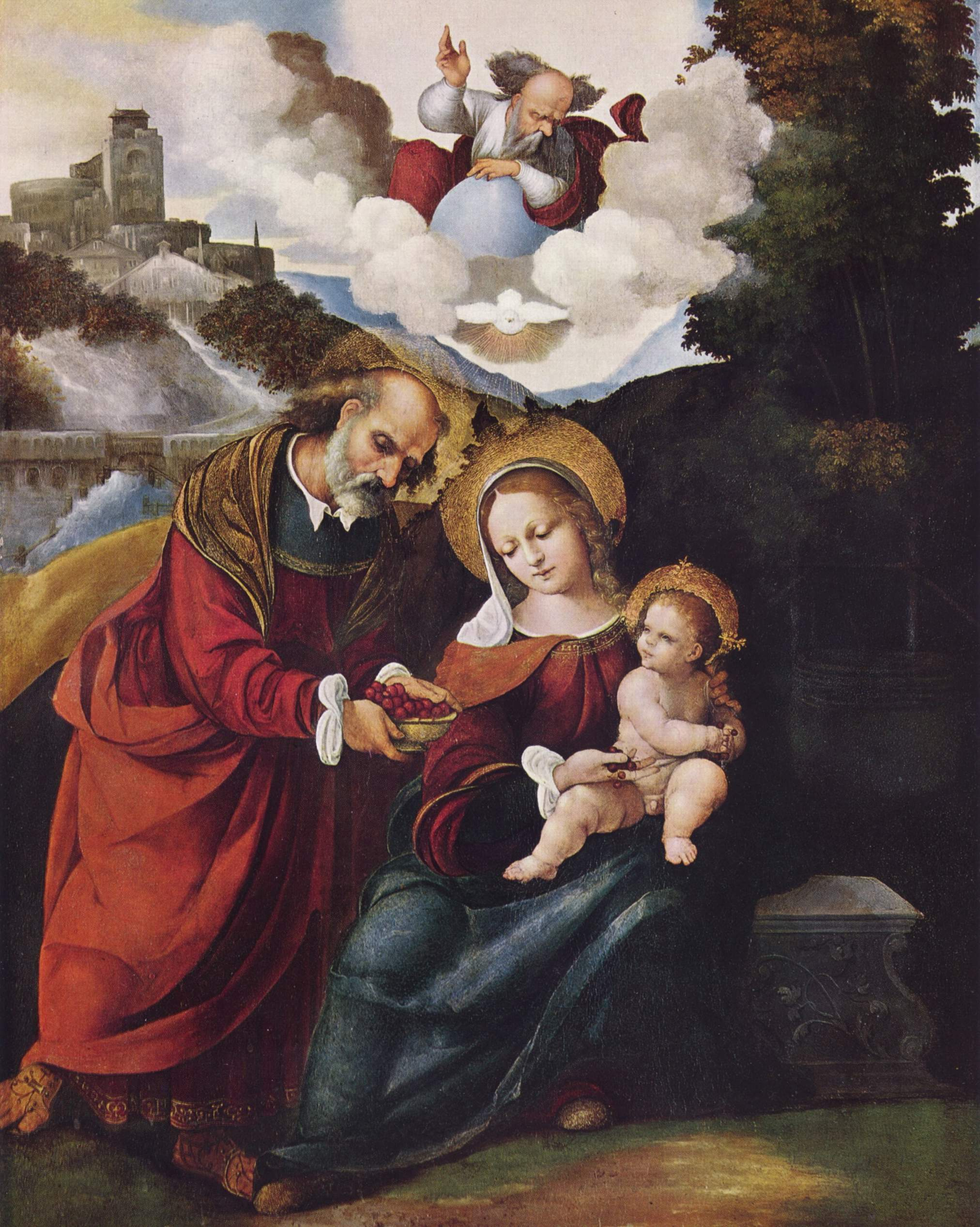
Hl. Familie in einer Landschaft

Ludovico Mazzolino (* um 1480/81 in Ferrara; † vor oder um 1530 in Ferrara, auch genannt Mazzuòli oder Manzulìn) war ein italienischer Maler der Schule von Ferrara.

## Leben
Mazzolini war erst Schüler von Lorenzo Costa, wechselte aber schon bald zu Domenico Panetti. Anschließend lebte und wirkte Mazzolini an den Höfen von Bologna. 1521 heiratete er Giovanna, eine Tochter des venezianischen Malers Bartolomeo Vacchi.
Am 27. September 1528 erkrankte er an der Pest und machte sein Testament, in dem neben zwei Brüdern, seine Frau und zwei Töchter erwähnt sind. Wann er genau gestorben ist, ist nicht bekannt. In einem Dokument vom 22. Dezember 1530, das seine Tochter Maria betrifft, wird erwähnt, dass er bereits verstorben ist. Bestattet wurde er in der Kirche S. Gregorio in Ferrara, zu deren Gemeinde er gehört hatte.

## Werk

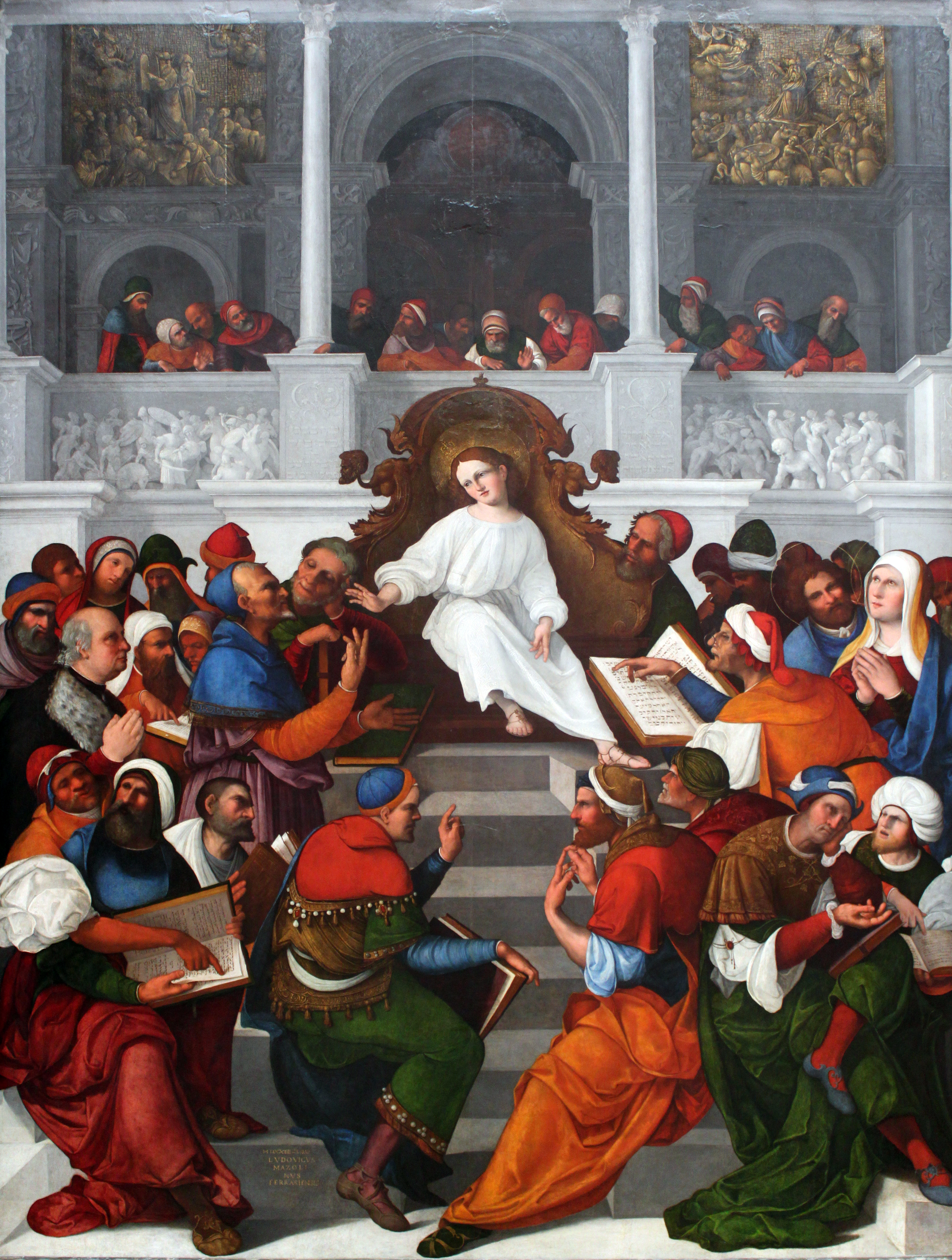
Christus als zwölfjähriger Knabe, im Tempel lehrend, 1524, Gemäldegalerie (Berlin)

Mazzolini gehörte der Schule von Ferrara an und soll in seiner Heimatstadt auch mit den Brüdern Battista und Dosso Dossi zusammengearbeitet haben.
Durch seine Auswahl und überschwängliche Verwendung leuchtender Farben und goldener Reliefs wurde er bald schon zu einem gefragten Künstler. 

## Werke (Auswahl)
- Die heilige Familie mit Elisabeth und dem kleinen Johannes (1509, Museum zu Berlin)
- Die heilige Familie (1516, Pinakothek zu München)
- Christus als zwölfjähriger Knabe, im Tempel lehrend (1524, Gemäldegalerie Berlin)
- Christus und die Pharisäer (Berlin, Sammlung Raczynski)
- Die Beschneidung Christi (1526, Belvedere zu Wien)